# Puerto Rico i olympiska sommarspelen 2004
Puerto Rico i olympiska sommarspelen 2004 bestod av 43 idrottare som blivit uttagna av Puerto Ricos olympiska kommitté.

## Basket
Herrar
| Lag         | Vinster | Förluster | Poäng | Första Tiebreaker Särskiljning av lika lag | Andra Tiebreaker Målgenomsnitt för lika lag |
| ----------- | ------- | --------- | ----- | ------------------------------------------ | ------------------------------------------- |
| Litauen     | 5       | 0         | 10    |                                            |                                             |
| Grekland    | 3       | 2         | 8     | 1-1                                        | 1.12                                        |
| Puerto Rico | 3       | 2         | 8     | 1-1                                        | 0.98                                        |
| USA         | 3       | 2         | 8     | 1-1                                        | 0.92                                        |
| Australien  | 1       | 4         | 6     |                                            |                                             |
| Angola      | 0       | 5         | 5     |                                            |                                             |

| 15 augusti 20:00 |                                                 | Puerto Rico | 92–73                                                      | USA |  | Helliniko Indoor Arena, Aten Domare: Zoran Šutulović (Serbien och Montenegro) Vicente Bulto (Spanien) |
| 15 augusti 20:00 | Resultat efter kvart: 21–20, 28–7, 16–21, 27–25 |             |                                                            |     |  | Helliniko Indoor Arena, Aten Domare: Zoran Šutulović (Serbien och Montenegro) Vicente Bulto (Spanien) |
| 15 augusti 20:00 | Pts: Arroyo 24 Rebs: Ortiz 6 Asts: Arroyo 7     |             | Pts: Duncan, Iverson 15 var Rebs: Duncan 16 Asts: Duncan 4 |     |  | Helliniko Indoor Arena, Aten Domare: Zoran Šutulović (Serbien och Montenegro) Vicente Bulto (Spanien) |

| 17 augusti 14:30 |                                                              | Litauen | 98–90                                                                    | Puerto Rico |  | Helliniko Indoor Arena, Aten Domare: Pablo Estevez (Argentina) Zoran Šutulović (Serbien och Montenegro) |
| 17 augusti 14:30 | Resultat efter kvart: 26–32, 23–12, 22–22, 27–24             |         |                                                                          |             |  | Helliniko Indoor Arena, Aten Domare: Pablo Estevez (Argentina) Zoran Šutulović (Serbien och Montenegro) |
| 17 augusti 14:30 | Pts: Šiškauskas 23 Rebs: E. Žukauskas 8 Asts: Jasikevičius 7 |         | Pts: Arroyo, Ayuso 25 var Rebs: Hourruitiner 6 Asts: Arroyo, Ayuso 2 var |             |  | Helliniko Indoor Arena, Aten Domare: Pablo Estevez (Argentina) Zoran Šutulović (Serbien och Montenegro) |

| 19 augusti 16:45 |                                                  | Puerto Rico | 83–80                                            | Angola |  | Helliniko Indoor Arena, Aten Domare: Reynaldo Sanchez (Dominikanska republiken) Ma Li Jun (Kina) |
| 19 augusti 16:45 | Resultat efter kvart: 19–17, 18–15, 26–34, 20–14 |             |                                                  |        |  | Helliniko Indoor Arena, Aten Domare: Reynaldo Sanchez (Dominikanska republiken) Ma Li Jun (Kina) |
| 19 augusti 16:45 | Pts: Ayuso 17 Rebs: Santiago 10 Asts: Arroyo 6   |             | Pts: de Carvalho 14 Rebs: Moussa 6 Asts: Costa 7 |        |  | Helliniko Indoor Arena, Aten Domare: Reynaldo Sanchez (Dominikanska republiken) Ma Li Jun (Kina) |

| 21 augusti 9:00 |                                                  | Australien | 82–87                                         | Puerto Rico |  | Helliniko Indoor Arena, Aten Domare: Vicente Bulto (Spanien) Pablo Estevez (Argentina) |
| 21 augusti 9:00 | Resultat efter kvart: 23–13, 28–28, 17–24, 14–22 |            |                                               |             |  | Helliniko Indoor Arena, Aten Domare: Vicente Bulto (Spanien) Pablo Estevez (Argentina) |
| 21 augusti 9:00 | Pts: Nielsen 20 Rebs: Bogut 11 Asts: Heal 6      |            | Pts: Santiago 20 Rebs: Ortiz 6 Asts: Arroyo 7 |             |  | Helliniko Indoor Arena, Aten Domare: Vicente Bulto (Spanien) Pablo Estevez (Argentina) |

| 23 augusti 22:15 |                                                       | Grekland | 78–58                                        | Puerto Rico |  | Helliniko Indoor Arena, Aten Domare: José Ronfini (Mexiko) Scott Buttler (Australien) |
| 23 augusti 22:15 | Resultat efter kvart: 20–22, 20–6, 16–18, 22–12       |          |                                              |             |  | Helliniko Indoor Arena, Aten Domare: José Ronfini (Mexiko) Scott Buttler (Australien) |
| 23 augusti 22:15 | Pts: Kakiouzis 16 Rebs: Dikoudis 8 Asts: Papaloukas 4 |          | Pts: Ayuso 11 Rebs: Fajardo 9 Asts: Arroyo 4 |             |  | Helliniko Indoor Arena, Aten Domare: José Ronfini (Mexiko) Scott Buttler (Australien) |

Slutspel
|  | Kvartsfinaler | Kvartsfinaler |               |      | Semifinaler | Semifinaler |           |            | Final      | Final |
|  | 0             | 0             | 0             | 0    | 0           | 0           | 0         | 0          | 0          | 0     |
|  |               |               | 0             | 0    |             |             | 0         | 0          |            |       |
|  |               |               | 0             | 0    |             |             | 0         | 0          |            |       |
|  | 0 Spanien     | 094           | 0             | 0    |             |             | 0         | 0          |            |       |
|  | 0 Spanien     | 094           | 0             | 0    |             |             | 0         | 0          |            |       |
|  | 0 USA         | 0102          | 0             | 0    |             |             | 0         | 0          |            |       |
|  | 0 USA         | 0102          | 0             | 0    | 0 USA       | 081         | 0         | 0          |            |       |
|  |               |               | 0             | 0    | 0 USA       | 081         | 0         | 0          |            |       |
|  | 0             | 0 Argentina   | 0             | 089  | 0           |             |           | 0          |            |       |
|  | 0             | 0 Argentina   | 0             | 089  | 0           | 0 Argentina | 069       | 0          |            |       |
|  | 0             |               |               |      |             | 0 Argentina | 069       | 0          |            |       |
|  | 0             | 0 Grekland    | 064           | 0    |             |             |           | 0          |            |       |
|  | 0             | 0 Grekland    | 064           | 0    | 0 Argentina | 084         |           | 0          |            |       |
|  | 0             |               |               | 0    | 0 Argentina | 084         |           | 0          |            |       |
|  | 0             | 0             | 0 Italien     | 0    | 069         |             |           |            |            |       |
|  | 0             | 0             | 0 Italien     | 0    | 069         | 0 Litauen   | 095       |            |            |       |
|  | 0             | 0             |               |      |             |             | 095       |            |            |       |
|  | 0             | 0             | 0 Kina        | 075  | 0           |             |           |            |            |       |
|  | 0             | 0             | 0 Kina        | 075  | 0           | 0 Litauen   | 091       | Bronsmatch | Bronsmatch |       |
|  | 0             | 0             |               |      | 0           | 0 Litauen   | 091       | Bronsmatch | Bronsmatch |       |
|  | 0             | 0             | 0 Italien     | 0100 | 0           | 0           |           |            |            |       |
|  | 0             | 0             | 0 Italien     | 0100 | 0           | 0           | 0 Italien | 083        | 0 USA      | 0104  |
|  | 0             | 0             |               |      | 0           | 0           | 0 Italien | 083        | 0 USA      | 0104  |
|  | 0             | 0             | 0 Puerto Rico | 070  | 0           | 0           | 0 Litauen | 096        |            |       |
|  | 0             | 0             | 0 Puerto Rico | 070  | 0           | 0           | 0 Litauen | 096        |            |       |
|  |               |               |               |      |             |             |           |            |            |       |
|  |               |               |               |      |             |             |           |            |            |       |

## Boxning
| Joseph Serrano     | Flugvikt      |                 |              | Rakhimzhanov (KAZ) | L 23:42          | Gick inte vidare | Gick inte vidare | Gick inte vidare | Gick inte vidare | Gick inte vidare | Gick inte vidare | Gick inte vidare | Gick inte vidare |
| Juan Manuel López  | Bantamvikt    | Khatsigov (BLR) | L PTS 19:27  | Gick inte vidare   | Gick inte vidare | Gick inte vidare | Gick inte vidare | Gick inte vidare | Gick inte vidare | Gick inte vidare | Gick inte vidare |                  |                  |
| Carlos Velasquez   | Fjädervikt    | Oliveira (BRA)  | L PTS 43:+43 | Gick inte vidare   | Gick inte vidare | Gick inte vidare | Gick inte vidare | Gick inte vidare | Gick inte vidare | Gick inte vidare | Gick inte vidare |                  |                  |
| Alexander De Jesus | Lättvikt      | Carvalho (BRA)  | W PTS 39:24  | Rukundo (UGA)      | L PTS 22:24      | Gick inte vidare | Gick inte vidare | Gick inte vidare | Gick inte vidare | Gick inte vidare | Gick inte vidare |                  |                  |
| Victor Bisbal      | Supertungvikt | Jaksto (LTU)    | L PTS 17:26  | Gick inte vidare   | Gick inte vidare | Gick inte vidare | Gick inte vidare | Gick inte vidare | Gick inte vidare | Gick inte vidare | Gick inte vidare |                  |                  |

## Brottning
Damernas 55 kg:
- Mabel Fonseca
  - Pool 2
    - Besegrade Tetyana Lazareva från Ukraina (Fall; 0:39)
    - Förlorade mot Ida-Theres Karlsson från Sverige (Fall; 0:31)

  - 2:a i pool, kvalificerad (4 TP, 4 CP)
  - 5-6-klassificering: Besegrade Tela O'Donnell från USA (10 - 7)
  - 5:e plats-match: Besegrade Sun Dongmei från Kina (8 - 6; 7:52)
  - Diskvalificerad : Antidopningsregelbrott (ursprungligen 5:e plats)

## Friidrott
Herrarnas 3 000 meter hinder:
- Alexander Greaux
  - Omgång 1: 8:33.62 (9:a i heat 3, gick inte vidare, 28:a totalt)

Herrarnas tiokamp:
- Luiggy Llanos
  - Fullföljde inte
    - 100 meter: 10.94 s (874 poäng) (Säsongsbästa)
    - Längdhopp: 7.43 m (918 poäng) (Totalt: 1792 poäng)
    - Kulstötning: 13.77 m (714 poäng) (Totalt: 2506 poäng)
    - Höjdhopp: 1.91 m (723 poäng) (Totalt: 3229 poäng) (Säsongsbästa)
    - 400 meter: 49.28 s (848 poäng) (Totalt: 4077 poäng) (Säsongsbästa)
    - 110 meter häck: 14.13 s (958 poäng) (Totalt: 5035 poäng) (Personbästa)
    - Diskuskastning: 41.82 m (702 poäng) (Totalt: 5737 poäng)
    - Stavhopp: Ingen notering (0 poäng) (Totalt: 5737 poäng)
    - Spjutkastning: Startade inte

Damernas 400 meter häck:
- Yvonne Harrison
  - Omgång 1: 55.84 s (5:a i heat 4, gick inte vidare, 19:a totalt)

## Gymnastik

### Artistisk
Luis Vargas missade precis bygelhästfinalen, men lyckades ta sig till den individuella mångkampsfinalen där han slutade på femtonde plats.
Herrarnas individuella mångkamp:
- Luis Vargas
  - Kval: 56.587 poäng (16:a totalt, kvalificerad)
    - Fristående: 9.037 poäng (60:a totalt, gick inte vidare)
    - Bygelhst: 9.675 poäng (13:a totalt, gick inte vidare)
    - Ringar: 9.500 poäng (46:a totalt, gick inte vidare)
    - Barr: 9.325 poäng (49:a totalt, gick inte vidare)
    - Räck: 9.625 poäng (30:a totalt, gick inte vidare)
    - Hopp: 9.425 poäng (Endast ett hopp)

  - Final: 56.135 poäng (Fristående: 8.337 poäng, Bygelhäst: 9.612 poäng, Ringar: 9.500 poäng, Hopp: 9.462 poäng, Barr: 9.562 poäng, Räck: 9.662 poäng) (15:a totalt)

## Judo
Herrarnas halv lättvikt (-66 kg)
- Melvin Mendez
  - Sextondelsfinal: Förlorade mot Oscar Penas från Spanien (Kuchiki-taoshi; ippon - 0:09 - Golden Score)

Herrarnas halv tungvikt (-100 kg)
- Ramón Ayala
  - Sextondelsfinal: Förlorade mot Sami Belgroun från Algeriet (Uchi-mata; ippon - 3:05)

Damernas lättvikt (-57 kg)
- Jessica Garcia
  - Sextondelsfinal: Bye
  - Åttondelsfinal: Förlorade mot Yvonne Bönisch från Tyskland (Yoko-shiho-gatame; w'ari ippon - 0:17) (Gick vidare till återkval)
  - Återkval omgång 1: Förlorade mot Isabel Fernández från Spanien (Ouchi-gaeshi; Yuko)

## Konstsim
Damernas duett
- Luna del Mar Aguilu och Leilani Torres-Maldonado
  - Inledande omgång teknisk rutin: 79,333 poäng (23:a totalt)
  - Inledande omgång fri rutin: 79,833 poäng (Total: 79.584 poäng, 23:a totalt, gick inte vidare)

## Ridsport

### Hoppning
| Ryttare      | Häst     | Gren                 | Kval     | Kval      | Kval     | Kval     | Kval      | Kval     | Kval     | Kval      | Final            | Final            | Final            | Final            | Final            | Totalt           | Totalt           |
| Ryttare      | Häst     | Gren                 | Omgång 1 | Omgång 1  | Omgång 2 | Omgång 2 | Omgång 2  | Omgång 3 | Omgång 3 | Omgång 3  | Omgång A         | Omgång A         | Omgång B         | Omgång B         | Omgång B         | Totalt           | Totalt           |
| Ryttare      | Häst     | Gren                 | Straff   | Placering | Straff   | Totalt   | Placering | Straff   | Totalt   | Placering | Straff           | Placering        | Straff           | Totalt           | Placering        | Straff           | Placering        |
| ------------ | -------- | -------------------- | -------- | --------- | -------- | -------- | --------- | -------- | -------- | --------- | ---------------- | ---------------- | ---------------- | ---------------- | ---------------- | ---------------- | ---------------- |
| Mark Watring | Sapphire | Individuell hoppning | 25       | 73        | 39       | 64       | 68 Q      | Gav upp  | Gav upp  | Gav upp   | Gick inte vidare | Gick inte vidare | Gick inte vidare | Gick inte vidare | Gick inte vidare | Gick inte vidare | Gick inte vidare |

## Segling
Damer
| Seglare       | Gren    | Lopp | Lopp | Lopp | Lopp | Lopp | Lopp | Lopp | Lopp | Lopp | Lopp | Lopp | Summerad poäng | Finalplacering |
| Seglare       | Gren    | 1    | 2    | 3    | 4    | 5    | 6    | 7    | 8    | 9    | 10   | M*   | Summerad poäng | Finalplacering |
| ------------- | ------- | ---- | ---- | ---- | ---- | ---- | ---- | ---- | ---- | ---- | ---- | ---- | -------------- | -------------- |
| Karla Barrera | Mistral | 26   | 24   | 25   | 26   | 23   | 25   | 26   | 26   | 26   | 25   | 24   | 250            | 26             |

M = Medaljlopp; EL = Eliminerad – gick inte vidare till medaljloppet;
Öppen
| Seglare                          | Gren    | Lopp | Lopp | Lopp | Lopp | Lopp | Lopp | Lopp | Lopp | Lopp | Lopp | Lopp | Summerad poäng | Finalplacering |
| Seglare                          | Gren    | 1    | 2    | 3    | 4    | 5    | 6    | 7    | 8    | 9    | 10   | M*   | Summerad poäng | Finalplacering |
| -------------------------------- | ------- | ---- | ---- | ---- | ---- | ---- | ---- | ---- | ---- | ---- | ---- | ---- | -------------- | -------------- |
| Enrique Figueroa Jorge Hernández | Tornado | 9    | 7    | 12   | 11   | 1    | 2    | 3    | 4    | 12   | 1    | 14   | 72             | 7              |

M = Medaljlopp; EL = Eliminerad – gick inte vidare till medaljloppet;

## Simhopp
Damer
| Idrottare           | Gren | Kval   | Kval      | Semifinal        | Semifinal        | Final            | Final            |
| Idrottare           | Gren | Poäng  | Placering | Poäng            | Placering        | Poäng            | Placering        |
| ------------------- | ---- | ------ | --------- | ---------------- | ---------------- | ---------------- | ---------------- |
| Angelique Rodríguez | 3 m  | 239,19 | 25        | Gick inte vidare | Gick inte vidare | Gick inte vidare | Gick inte vidare |
| Angelique Rodríguez | 10 m | 316,08 | 11 Q      | 455,94           | 18               | Gick inte vidare | Gick inte vidare |

## Taekwondo
| Idrottare      | Gren            | Åttondelsfinaler     | Kvartsfinaler                  | Semifinaer           | Återkval             | Bronsmatch           | Final                | Final     |
| Idrottare      | Gren            | Motståndare Resultat | Motståndare Resultat           | Motståndare Resultat | Motståndare Resultat | Motståndare Resultat | Motståndare Resultat | Placering |
| -------------- | --------------- | -------------------- | ------------------------------ | -------------------- | -------------------- | -------------------- | -------------------- | --------- |
| Ineabelle Díaz | Damernas −67 kg | Bye                  | Benabderassoul (MAR) W 4–4 SUP | Luo W (CHN) L 3–5    | Bye                  | Juárez (GUA) L 2–5   | Gick inte vidare     | 5         |

## Tennis
| Spelare         | Gren      | Omgång 1                  | Omgång 2                      | Åttondelsfinaler  | Kvartsfinaler     | Semifinaler       | Final / BM        | Final / BM       |
| Spelare         | Gren      | Motståndare Poäng         | Motståndare Poäng             | Motståndare Poäng | Motståndare Poäng | Motståndare Poäng | Motståndare Poäng | Placering        |
| --------------- | --------- | ------------------------- | ----------------------------- | ----------------- | ----------------- | ----------------- | ----------------- | ---------------- |
| Kristina Brandi | Damsingel | Kostanić (CRO) W 7–5, 6–1 | Myskina (RUS) L 2–6, 6–3, 4–6 | Gick inte vidare  | Gick inte vidare  | Gick inte vidare  | Gick inte vidare  | Gick inte vidare |